# Kanton Bavans
 Bavans is een kanton van het Franse departement Doubs. Het kanton maakt deel uit van de arrondissementen Montbéliard (68) en Besançon (3) .    

In 2020 telde het 30.629 inwoners.

Het kanton werd gevormd ingevolge het decreet van 25 februari 2014 met uitwerking op 22 maart 2015 met Bavans als hoofdplaats. 

## Gemeenten
Het kanton omvatte 74 gemeenten bij zijn oprichting.
Op 1 januari 2016 werden de gemeenten Sancey-le-Grand en Sancey-le-Long samengevoegd tot de fusiegemeente (commune nouvelle) Sancey.
Op 1 januari 2017 werden de gemeenten Clerval en Santoche samengevoegd tot de fusiegemeente (commune nouvelle) Pays-de-Clerval, waaraan op 1 januari 2019 nog de gemeente Chaux-lès-Clerval werd toegevoegd.
Sindsdien omvat het kanton volgende gemeenten : 
- Accolans
- Aibre
- Allondans
- Anteuil
- Appenans
- Arcey
- Bavans
- Belvoir
- Berche
- Beutal
- Blussangeaux
- Blussans
- Bournois
- Branne
- Bretigney
- Chazot
- Colombier-Fontaine
- Crosey-le-Grand
- Crosey-le-Petit
- Dampierre-sur-le-Doubs
- Désandans
- Dung
- Échenans
- Étouvans
- Étrappe
- Faimbe
- Fontaine-lès-Clerval
- Gémonval
- Geney
- L'Hôpital-Saint-Lieffroy
- Hyémondans
- L'Isle-sur-le-Doubs
- Issans
- Laire
- Lanans
- Lanthenans
- Longevelle-sur-Doubs
- Lougres
- Mancenans
- Marvelise
- Médière
- Montenois
- Onans
- Orve
- Pays-de-Clerval
- Pompierre-sur-Doubs
- Présentevillers
- La Prétière
- Rahon
- Randevillers
- Rang
- Raynans
- Roche-lès-Clerval
- Saint-Georges-Armont
- Saint-Julien-lès-Montbéliard
- Saint-Maurice-Colombier
- Sainte-Marie
- Sancey
- Semondans
- Servin
- Sourans
- Soye
- Surmont
- Valonne
- Vaudrivillers
- Vellerot-lès-Belvoir
- Vellevans
- Vernois-lès-Belvoir
- Le Vernoy
- Villars-sous-Écot
- Vyt-lès-Belvoir